# Kanikere, Chamarajanagar
Kanikere là một làng thuộc tehsil Chamarajanagar, huyện Chamarajanagar, bang Karnataka, Ấn Độ.